# UFC Fight Night: Song vs. Gutiérrez
UFC Fight Night: Song vs. Gutiérrez（ユーエフシー・ファイトナイト：ソン・バーサス・グティエレス、別名UFC Fight Night 233、UFC on ESPN+ 91）は、アメリカ合衆国の総合格闘技団体「UFC」の大会の一つ。2023年12月9日、ネバダ州ラスベガスのUFC APEXで開催された。

## 大会概要
本大会はソン・ヤドンとクリス・グティエレスのバンタム級戦が組まれた。

## 試合結果

### プレリミナリーカード
第1試合 女子ストロー級 5分3R
○  タリタ・アレンカー vs.  ハヤネ・アマンダ ×
3R終了 判定2-1（29-28、28-29、29-28）
第2試合 フライ級 5分3R
○  平良達郎 vs.  カルロス・ヘルナンデス ×
2R 0:55 TKO（左フック→パウンド）
第3試合 139ポンド契約 5分3R
○  ルアナ・サントス vs.  ステファニー・エッガー ×
3R終了 判定3-0（30-27、29-28、29-28）
※サントスの体重超過により女子バンタム級から変更。
第4試合 ライト級 5分3R
○  スティーブ・ガルシア vs.  メルキザエル・コスタ ×
2R 1:01 KO（グラウンドの肘打ち連打）
第5試合 フライ級 5分3R
○  パク・ヒョンソン vs.  シャノン・ロス ×
2R 3:59 TKO（パウンド）
第6試合 ウェルター級 5分3R
○  ケビン・ジュセ vs.  ソン・ケナン ×
3R終了 判定3-0（30-27、30-27、30-27）

### メインカード
第7試合 ミドル級 5分3R
○  アンドレ・ムニス vs.  パク・ジョンヨン ×
3R終了 判定2-1（29-28、28-29、29-28）
第8試合 バンタム級 5分3R
○  ティム・エリオット vs.  ス・ムダルジ ×
1R 4:02 肩固め
第9試合 ライト級 5分3R
○  ナスラット・ハクパラスト vs.  ジェイミー・ムラーキー ×
1R 1:44 TKO（左フック）
第10試合 ライトヘビー級 5分3R
○  カリル・ラウントリー・ジュニア vs.  アンソニー・スミス ×
3R 0:56 TKO（左フック）
第11試合 バンタム級 5分5R
○  ソン・ヤドン vs.  クリス・グティエレス ×
5R終了 判定3-0（50-44、50-45、50-45）

### 各賞
ファイト・オブ・ザ・ナイト：該当無し
パフォーマンス・オブ・ザ・ナイト：カリル・ラウントリー・ジュニア、ナスラット・ハクパラスト、ティム・エリオット、パク・ヒョンソン
各選手にはボーナスとして5万ドルが授与された。

### カード変更
負傷などによるカードの変更は以下の通り。